# Darlag
Darlag (chiń. 达日县; pinyin: Dárì Xiàn; tyb. དར་ལག་རྫོང་, Wylie: dar lag rdzong, ZWPY: Tarlag Zong) – powiat w środkowych Chinach, w prowincji Qinghai, w prefekturze autonomicznej Golog. W 1999 roku liczył 22 498 mieszkańców.